# Galium murale
Galium murale là một loài thực vật có hoa trong họ Thiến thảo. Loài này được (L.) All. mô tả khoa học đầu tiên năm 1773.